# فريدريك آرثر بولين
فريدريك آرثر بولين هو سياسي كندي، ولد في 19 سبتمبر 1861، وتوفي في 30 يونيو 1955.